# مقتل رومينا أشرفي
رُومينا رضا أشرَفي (6 أغسطس 2006 - 21 مايو 2020) طفلة إيرانية ضحية قتل شرف من قبل والدها رضا فتح الله أشرفي، عامل زراعي جيلاني من مواليد 23 أغسطس 1983 الذي تزوج في عام 2004.  أثار مقتلها ردود فعل غاضبة من شخصيات حقوقية ومستخدمي مواقع التواصل الاجتماعي. 

## مقتلها
أفادت وسائل الإعلام المحلية في مدينة طالش بمحافظة كيلان، في 27 مايو 2020 بوقوع جريمة شرف في يوم 21 مايو/ 28 رمضان، بحق فتاة عمرها 13 سنة اسمها رومينا أشرفي من مواليد 6 أغسطس 2006/ 11 رجب 1427 في قرية سفيد سنغان، لمير، قتلها والدها وهي نائمة.

ويقال أنها قد وقعت في حب شاب من مدينتها اسمه بَهمَن خاوَري. ووفقًا للسكان المحليين، فإن المعارضة الشديدة من والد الفتاة لزواج الشابين جعلتهما يفكران في الهروب من المنزل بسبب ما وصفوه بـ«الاختلافات الثقافية» وبهمن هو مسلم سني طالشي.  لكن مع متابعة الأسرتين، اعتقلت الشرطة الشاب والفتاة، رومينا، ووسلمتهما إلى عائلتهما. وكانت رومينا، تشعر أنها لن تكون آمنة إذا عادت إلى منزلها، ولذلك رفضت العودة إلى المنزل، وحذرت مسؤولي الأمن والقضاء الإيرانيين في هذا الصدد، لكن وفقًا للقانون، سلمتها الشرطة إلى والدها.

وبعد ارتكاب الجريمة، اعترف الأب بقتل ابنته واعتقلته الشرطة وسلمته إلى السلطات القضائية.

## ردود فعل
- وصف رضا جعفري سدهي نائب مقاطعة جيلان لشؤون الرعاية الاجتماعية مقتلها بأنه «مثال على الانتهاك الصارخ لحقوق الأطفال» وقال «حدث هذه الجريمة بسبب نقص الوعي والمعتقدات المتعصبة».[3]
- ذکرت شَهيندُخت مولاوِردي، المساعدة السابقة للرئيس حسن روحاني لشؤون المواطنة، في تغريدة نشرتها على «تويتر»، أن «انعدام الردع القانوني، وسياسة القضاء والثقافة المسيطرة على المجتمعات المحلية والعالمية» من أسباب هذه الجريمة.[9]
- انتقدت الناشطة السياسية الإصلاحية فائزة هاشمي في مقابلتها مع موقع «رکنا» الإخباري، السلطة القضائية الإيرانية، ودعمت إعادة مشروع قانون حقوق المرأة، وطالبت بـ«القصاص عدة مرات» من والد الطفلة.[9]